# Foderesparsette
Foderesparsette (Onobrychis viciifolia) eller blot Esparsette er en 30-60 cm lang urt, der dyrkes i Danmark og også findes på skrænter og i vejkanter. Blomsterne er meget rige på nektar. Onobrychis i det videnskabelige navn kommer af græsk onos (= ”æsel”) + brycho (= ”æde grådigt”), mens viciifolia er en latinsk neologisme, der betyder ”vikkebladet”

## Beskrivelse
Esparsette er en flerårig urt med en opstigende til opret vækst. Stænglerne er stive, runde i tværsnit og svagt furede. De bærer spredtstillede, uligefinnede blade med smalt elliptiske, helrandede småblade, der har hindeagtige fodflige. Oversiden er mørkt grågrøn, mens undersiden er en smule lysere.
Blomstringen sker i maj-juni, og blomsterne er samlet i endestillede, tætte klaser. De enkelte blomster er uregelmæssige (med form som typiske ærteblomster) med rosenrøde kronblade, der har lyse striber. Frugterne er små bælge, der kun rummer ét frø hver.
Rodnettet består af en dybtgående pælerod og kraftige, vidt udbredte siderødder.
Højde x bredde og årlig tilvækst: 0,60 x 0,25 m (60 x 25 cm/år).

## Voksested
Arten var oprindelig udbredt i Lilleasien, Sydøsteuropa, Centraleuropa og Frankrig, men den er spredt fra dyrkning og naturaliseret over det meste af det øvrige Europa og desuden også i andre verdensdele med tempereret klima. Overalt foretrækker den lysåbne voksesteder med en jordbund, der er rig på kalk og humus, porøs og gerne varm.
I Danmark er den kun vildtvoksende ét sted: Høje Møn.
I omegnen af Lublin, Polen, findes arten sammen med bl.a. aksærenpris, bakketidsel, voldtimian, bakkemysike, bakkestilkaks, cypresvortemælk, dunet vejbred, engrottehale, gul rundbælg, karteusernellike, knoldet mjødurt, markbynke, opret galtetand, plettet knopurt, stakløs hejre, stor knopurt, vild løg og ædelkortlæbe

## Anvendelse
Foderesparsette har en meget høj foderværdi, dels fordi planten indeholder værdifuldt protein, og dels fordi kreaturerne gerne æder den. Desuden gør det høje nektarindhold den til en god biplante. I haverne bruges den som karaktergivende (se karakterart) i det tørre staudebed, steppebedet eller i kalkbundsbedet.

## Galleri
|  |  |  |  |  |

| Portal | Portal:Botanik |